# Laila Friis-Salling
Laila Friis-Salling (ur. 11 kwietnia 1985) – duńska narciarka dowolna, specjalizująca się w halfpipe'ie.
W Pucharze Świata zadebiutowała 28 lutego 2015 roku w Park City, zajmując 14. miejsce. Tym samym już w swoim debiucie wywalczyła pierwsze pucharowe punkty. Na podium zawodów tego cyklu jak dotąd jeszcze nie stanęła. Najlepsze wyniki w Pucharze Świata osiągnęła w sezonie 2015/2016, kiedy to zajęła 86. miejsce w klasyfikacji generalnej a w klasyfikacji half-pipe'a uplasowała się na 14. pozycji.
Na mistrzostwach świata startowała raz, w 2017 r., w Sierra Nevadzie, zajęła 20. miejsce z najlepszym wynikiem 38,40 pkt. Na igrzyskach olimpijskich w Pjongczangu w 2018 roku uplasowała się na 23. pozycji na 24 startujące zawodniczki. Uzyskała wtedy wynik 45 pkt.

## Historia kariery
Friis-Salling przygodę ze sportami zimowymi zaczęła w wieku 12 lat od jazdy na snowboardzie, wkrótce przeszła na narciarstwo. Narciarstwo dowolne zaczęła uprawiać ze względu na zakład.
Na początku 2017 roku dostała urazu kolana, przez co nie była w stanie trenować przez kilka tygodni. Celem, do którego dążyła był udział w Igrzyskach Olimpijskich w Pjongczangu w 2018 roku, niedługo później zrealizowała swoje marzenie. Obecnie mieszka w Stanach Zjednoczonych, gdzie trenuje w ośrodku narciarskim w Mammoth Lakes.

## Osiągnięcia

### Igrzyska olimpijskie
| Miejsce | Dzień     | Rok  | Miejscowość | Konkurencja | Zwycięzca     |
| ------- | --------- | ---- | ----------- | ----------- | ------------- |
| 23.     | 20 lutego | 2018 | Pjongczang  | Halfpipe    | Cassie Sharpe |

### Mistrzostwa świata
| Miejsce | Dzień    | Rok  | Miejscowość   | Konkurencja | Zwyciężczyni  |
| ------- | -------- | ---- | ------------- | ----------- | ------------- |
| 20.     | 18 marca | 2017 | Sierra Nevada | Halfpipe    | Ayana Onozuka |

### Puchar Świata

#### Miejsca w klasyfikacji generalnej
- sezon 2014/2015: 105.
- sezon 2015/2016: 86.
- sezon 2016/2017: 153.
- sezon 2017/2018: 116.

#### Miejsca na podium
Jak dotąd Friis-Salling nie stanęła nigdy na podium Pucharu Świata.